# Nonnhof (Alfeld)

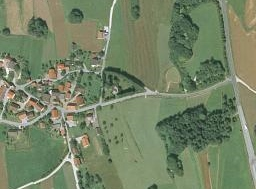
Luftbild vom Gemeindeteil Nonnhof, rechts die Staatsstraße vom Kernort Alfeld zur Bundesautobahn 6

Nonnhof ist ein Gemeindeteil der Gemeinde Alfeld im Landkreis Nürnberger Land (Mittelfranken, Bayern). Nonnhof liegt in der Gemarkung Alfeld.

## Lage
Das Dorf hat rund 45 Gebäude, ist von Feldern und Wiesen umgeben und liegt 2,3 km südlich vom Kernort Alfeld am Rande der Hersbrucker Alb. Südlich von Nonnhof befindet sich die Bundesautobahn 6 mit der Anschlussstelle Alfeld und östlich die Staatsstraße 2236 sowie das Gewerbegebiet „Am Vogelherd“.

## Geschichte
Nonnhof gehörte bis zum 1. Juli 1972 zur Gemeinde Gebertshofen in der Oberpfalz.